# Академія відьмочок
Академія відьмочок (яп. リトルウィッチアカデミア, Ritoru Witchi Akademia) — японська аніме-франшиза, створена Йо Йошінарі та вироблена студією Trigger. Оригінальний короткометражний фільм, знятий Йошінарі та написаний Масахіко Оцукою, вийшов на екрани кінотеатрів у березні 2013 року в рамках проекту «Anime Mirai 2013», а згодом з квітня 2013 року транслювався з англійськими субтитрами на YouTube. Другий короткометражний фільм, частково профінансований через Kickstarter, «Академія відьмочок: Зачарований парад», вийшов у жовтні 2015 року.
Аніме-серіал транслювався в Японії з січня по червень 2017 року, а перші 13 епізодів доступні на Netflix у всьому світі з червня 2017 року. Решта 12 епізодів першого сезону були позначені як другий сезон шоу та були доступні на платформі в серпні 2017 року. Видавництво Shueisha опублікувало дві серії манги. Ще одна манґа публікувалася видавництвом Kadokawa Shoten. В Україіні вона офіційно ліцензована видавництвом Мольфар Комікс.

## Сюжет
Захопившись пригодами чарівниці Шяйні Шяріо, Каґарі Ацуко вступає до найвідомішої магічної школи — Луна Нови. Вона не може дочекатися початку безсумнівно незвичного шкільного життя, але чи виправдає воно її очікування?

## Медіа

### Манґа
Ван-шот манґа, заснована на аніме і намальована Теріо Тері, була опублікована в журналі Ultra Jump видавництва Shueisha 19 серпня 2013 року. Ще одна манґа від Тері, яка містить оригінальну історію, виходила в Ultra Jump з 19 серпня по 20 листопада 2015 року.
Інша манґа, проілюстрована Юкою Фуджіварою, Little Witch Academia: Tsukiyo no Ōkan (яп. リトルウィッチアカデミア 月夜の王冠, Академія відьмочок: Корона Опівночі), випускалася в журналі Ribon з 3 вересня по 28 грудня 2015 року.
Крім того, було видано ще одну серію манги авторства Йо Йошінарі, ілюстраціями Кейсуке Сато та за сценарієм аніме студії Trigger. Розділи публікувался в журналі Monthly Shōnen Ace видавництва Kadokawa Shoten. В Україні манґа офіційно ліцензована видавництвом Мольфар Комікс.

### Аніме

#### Короткометражні фільми
Фільм «Академія відьмочок» був створений студією Trigger як частина проекту Anime Mirai 2013 від Young Animator Training Project, який фінансує молодих аніматорів разом з іншими короткометражними фільмами студій Madhouse, Zexcs і Gonzo. Короткометражний фільм створив і зрежисерував Йо Йошінарі, написав Масахіко Оцука, а музику написав Мічіру Осіма. Його, а також інші короткометражки Anime Mirai, були показані в 14 японських кінотеатрах 2 березня 2013 року. Пізніше 19 квітня 2013 року Trigger випустила фільм на Niconico та на YouTube і Crunchyroll з англійськими субтитрами. 24 жовтня 2013 року короткометражка була випущена на Blu-ray.
5 липня 2013 року Trigger оголосила на Anime Expo, що буде розроблено другий короткометражний фільм під назвою «Академія відьмочок: Зачарований парад», у відповідь на позитивні відгуки про перший короткометражний фільм. Виробництво проекту почалося в 2014 році після виходу в ефір фільму Kill la Kill. Спочатку маючи кошти на двадцятихвилинний епізод, Trigger запустила кампанію на Kickstarter, щоб збільшити тривалість фільму до 40 хвилин. Kickstarter було запущено 9 липня 2013 року, і мети в 150 000 доларів США було досягнуто протягом п'яти годин. Загальна сума кампанії становила 625 518 доларів США. Прем’єра короткометражки відбулася на виставці Anime Expo 2015 і була доступна для спонсорів Kickstarter 3 липня 2015 року. Згодом фільм було випущено в японських кінотеатрах 9 жовтня того ж року. Пізніше обидва фільми були випущені на Netflix 15 грудня 2015 року. Однак 9 жовтня 2019 року їх було видалено з платформи.

#### Серіал
24 червня 2016 року після останнього епізоду Space Patrol Luluco було анонсовано аніме-серіал «Академії відьмочок». Він транслювався в Японії з 9 січня по 26 червня 2017 року. Серіал складався з 25 епізодів, випущених у дев’яти томах Blu-ray/DVD. Netflix розпочав трансляцію перших 13 епізодів 30 червня 2017 року. Решта 12 епізодів почали транслюватися 15 серпня; але вони вже були позначені як другий сезон аніме.

### Відеогра
Відеогра, розроблена A+ Games і видана Bandai Namco Entertainment, під назвою Little Witch Academia: Chamber of Time (яп. リトルウィッチアカデミア 時の魔法と七不思議, Ritoru Witchi Akademia: Toki no Mahō to Nana Fushigi, Академія Відьмочок: Магія часу та сім чудес)  було випущено на PlayStation 4 30 листопада 2017 року в Японії, після чого на початку 2018 року відбувся випуск для PS4 і Steam у Північній Америці. 
20 червня 2019 року було анонсовано ще одну відеогру, цього разу у формі VR-гри під назвою Little Witch Academia: VR Broom Racing від UNIVRS. Спочатку гру планували випустити в червні 2020 року, але зрештою її перенесли на 13 жовтня 2020 року через пандемію COVID-19.

## Сприйняття
У 2019 році Crunchyroll включив «Академію відьмочок» до свого списку «Топ 100 найкращих аніме 2010-х», описавши його як «чарівну історію про дорослішання». IGN акож включив серіал до числа найкращих аніме-серіалів 2010-х років. Емілі Ешбі з Common Sense Media охарактеризувала серіал як такий, що несе сильні меседжі про «впевненість у собі і наполегливість», але попередила про страшних істот. Незважаючи на це, вона похвалила зображення «вірності та хитрості» як позитивних рис характеру і сказала, що серіал «сподобається глядачам, які люблять аутсайдерів».